# Station Brugge
Station Brugge is het hoofdstation van de stad Brugge en een van de belangrijkste stations in België. Het ligt langs de spoorlijnen 50A (Brussel - Oostende), 51 (Brugge - Blankenberge) en 66 (Brugge - Kortrijk). Tevens vertrekken hier de treinen over de lijnen 51A naar Zeebrugge en 51B naar Knokke. Tussen 1863 en 1959 was er ook een rechtstreekse verbinding langs spoorlijn 58 naar Eeklo.
Vanuit dit station vertrekken verschillende nationale IC-treinen, L-treinen en P-treinen.

## Geschiedenis

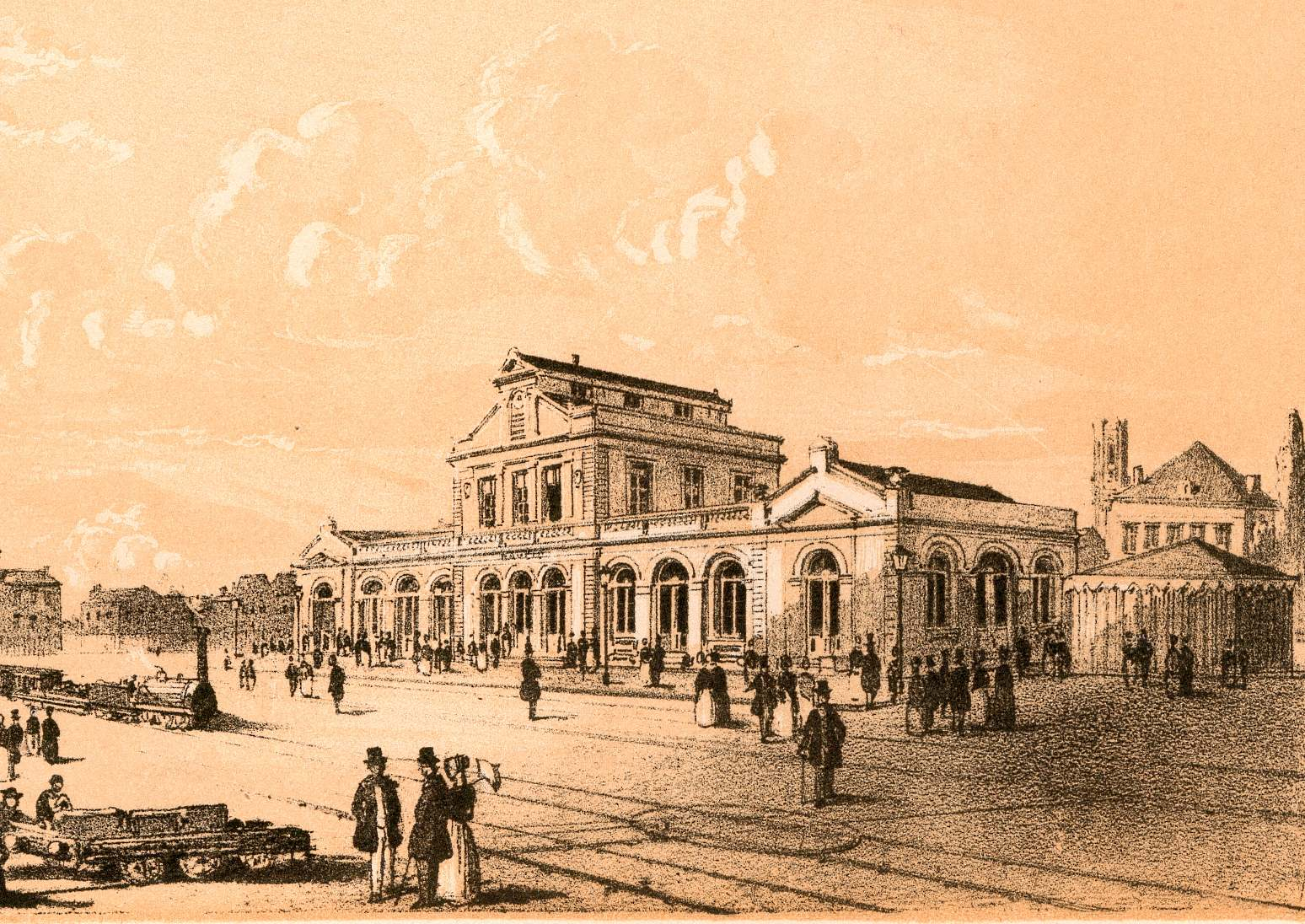
Het eerste station op 't Zand.

Het spoortijdperk begon in Brugge op 12 augustus 1838, met de plechtige ingebruikneming van de lijn Gent-Brugge. Dit gebeurde in aanwezigheid van koning Leopold I en koningin Louise-Marie. Een paar weken later, op 28 augustus, werd het baanvak Brugge - Oostende ingereden. In Brugge volgde de spoorlijn het tracé van de huidige Koning Albert I-laan en de Hoefijzerlaan. Het station stond op 't Zand. De stad beschikte echter nog niet onmiddellijk over een volwaardig stationsgebouw. In de beginjaren fungeerde een voormalig wachtlokaal van de politie (de Corps de Garde) als voorlopig station. Het eigenlijke stationsgebouw kwam pas in 1844 gereed. Het was opgetrokken in classicistische stijl. Ontwerper was Auguste Payen, de architect van de Belgische Staatsspoorwegen. Nauwelijks een paar decennia later voldeed het gebouw al niet meer. Door het toenemende succes van de trein en de opening van nieuwe spoorlijnen - naar Kortrijk in 1846-1847, naar Eeklo en Blankenberge in 1863 - was het te klein geworden. Het werd in 1879 gesloopt en kort nadien in Ronse heropgebouwd. Tot op vandaag blijft het een mysterie waarom het station van Ronse omgekeerd in elkaar werd gezet: met de andere zijde op het spoor gericht. Het station is inmiddels als monument beschermd en er loopt een studie naar de heropwaardering van de stationsomgeving.

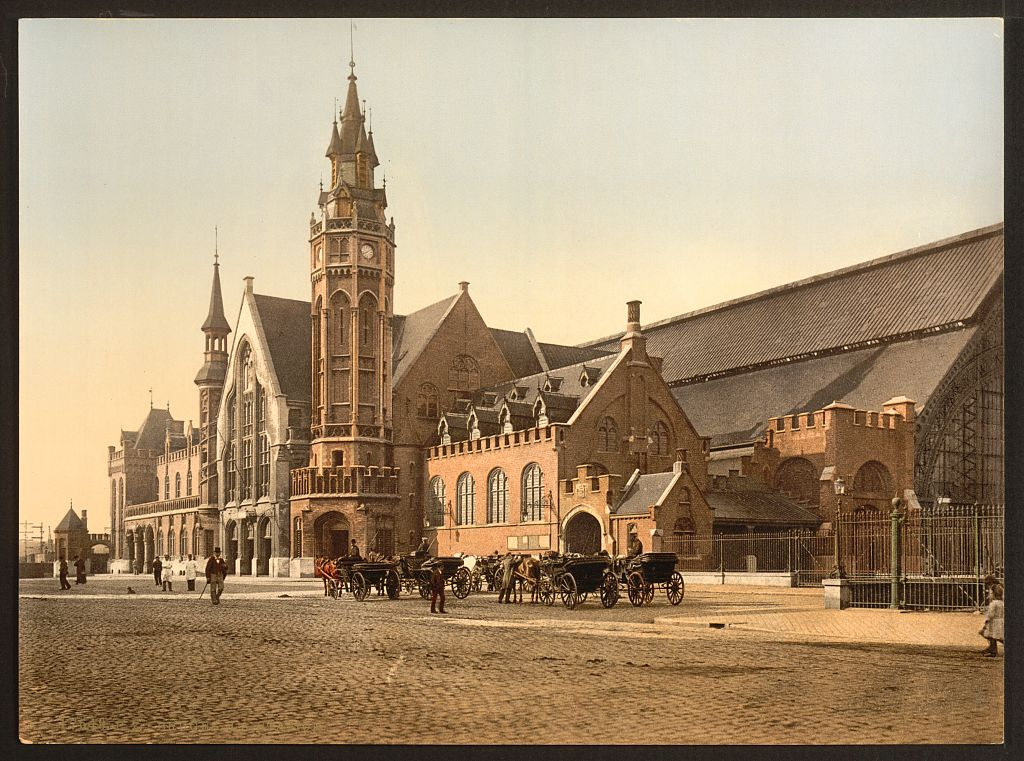
Het tweede station op 't Zand.

In Brugge werd het vervangen door een groter stationsgebouw, dat in 1886 klaar was. Dit tweede Brugse station was, naar de toen heersende mode, in neogotische stijl, naar een ontwerp van de Antwerpse architect Joseph Schadde. Over de sporen heen was een overkapping van ijzer en glas gebouwd. Ook dit station zou geen lang leven beschoren zijn. De ligging ervan op 't Zand werd steeds meer als storend ervaren. De spoorweg isoleerde het West-Bruggekwartier (met de Boeveriestraat en de Smedenstraat) van de rest van de stad. In de hele binnenstad was er slechts één overweg, namelijk aan het begin van de Smedenstraat. Deze overweg was vaak en soms langdurig gesloten, wat bepaald hinderlijk was voor het verkeer van en naar Sint-Michiels, Sint-Andries, Torhout en Gistel. Voor het overige waren er enkel voetgangerstunneltjes aan de Boeveriestraat en de Lane. Daarom werd al in 1899 besloten de sporen op een aan te leggen spoordijk buiten de stad te brengen en een nieuw station te bouwen aan de rand van de oude binnenstad, net buiten de vesten.
De werken startten in 1910, maar werden onderbroken tijdens de Eerste Wereldoorlog. Pas in 1935 werden zij hervat. In 1936 reden de eerste treinen over de nieuwe spoordijk. Twee jaar later was het nieuwe station zo goed als afgewerkt. In augustus 1938 kon het in gebruik genomen worden. De officiële inwijding vond op 1 april 1939 plaats. Dit derde Brugse station - dat thans nog steeds in dienst is - werd ontworpen door de architecten Josse Van Kriekinge en zijn zoon Maurice Van Kriekinge, die de hiertoe uitgeschreven architectuurwedstrijd gewonnen hadden. Het oude station op 't Zand werd pas na de Tweede Wereldoorlog gesloopt: in 1947-1948. 't Zand werd opnieuw een open plein, net zoals vóór 1838. Het spooremplacement ten zuiden van het plein werd omgevormd tot het Koning Albertpark, en in 2001-2002 verrees op een deel van het park het Concertgebouw. Op de vroegere spoorbedding ten noorden van 't Zand werd de Hoefijzerlaan aangelegd.
Het station van Brugge werd in juli 2012 wettelijk beschermd als bouwkundig erfgoed.

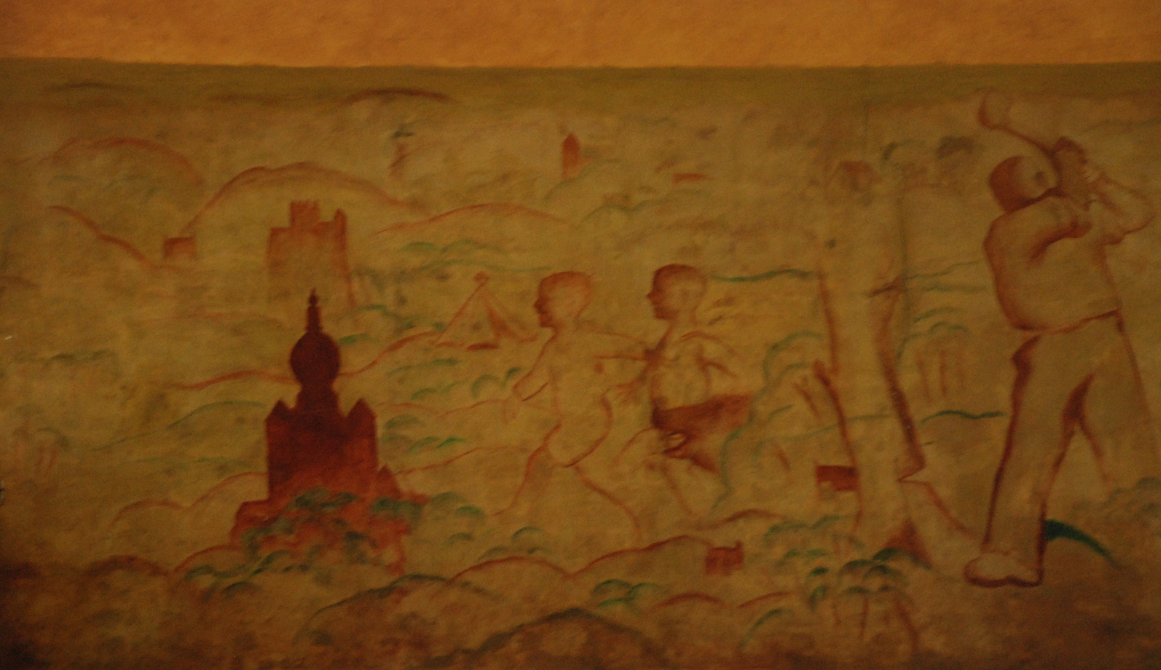
Deel van het wandschilderij van René De Pauw in de lokettenzaal van het station te Brugge

### Wandschilderingen van René De Pauw in de lokettenzaal
In de voormalige lokettenzaal van het station, die in 2023–2024 gesloten werd, bracht René De Pauw in 1939 de wandschildering Myn Landekyn ter Eere aan. Op de oostelijke en westelijke wand zijn de taferelen rechtstreeks op de bepleisterde muur geschilderd. Op de zuidelijke wand (kant sporen) bestaat het schilderij uit 56 panelen die aan de muur bevestigd zijn.
De zuidelijke wand toont de kuststreek met centraal Brugge. Rechts zijn de Stinker en de Blinker en de Damse Vaart te zien, met wat landelijke taferelen. Uiterst rechts onder heeft de schilder zichzelf afgebeeld. De linkerkant toont onder meer de begraafplaatsen van de Eerste Wereldoorlog.
Op de westelijke wand zijn links de torens van Gent te zien, in het midden enkele elementen van de hoofdstad Brussel, en rechts de Limburgse mijnwerkers en de stad Hasselt.
Op de oostelijke wand (boven de loketten) ziet men uiterst rechts de Eiffeltoren, daarnaast strijders van de Guldensporenslag. Het uurwerk in het midden verbergt een dame met zandloper. Links worden scènes van de Waalse industrie en steenkoolmijnen getoond.

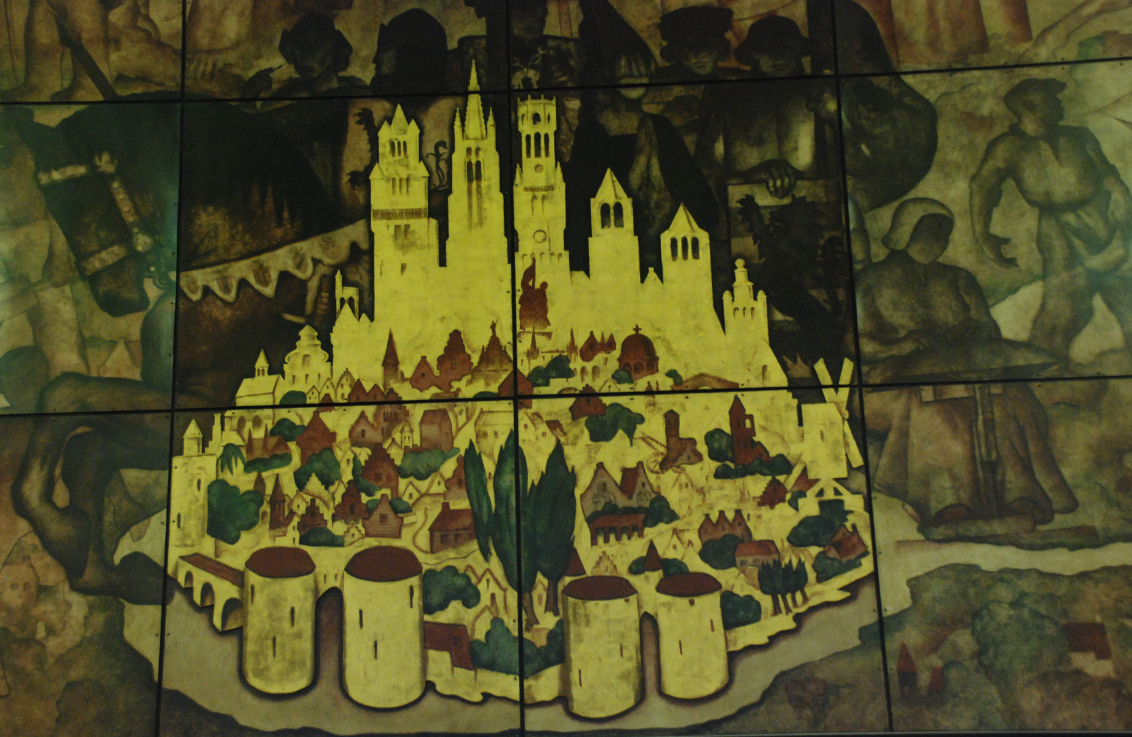
Panorama van Brugge met zijn torens en stadspoorten.
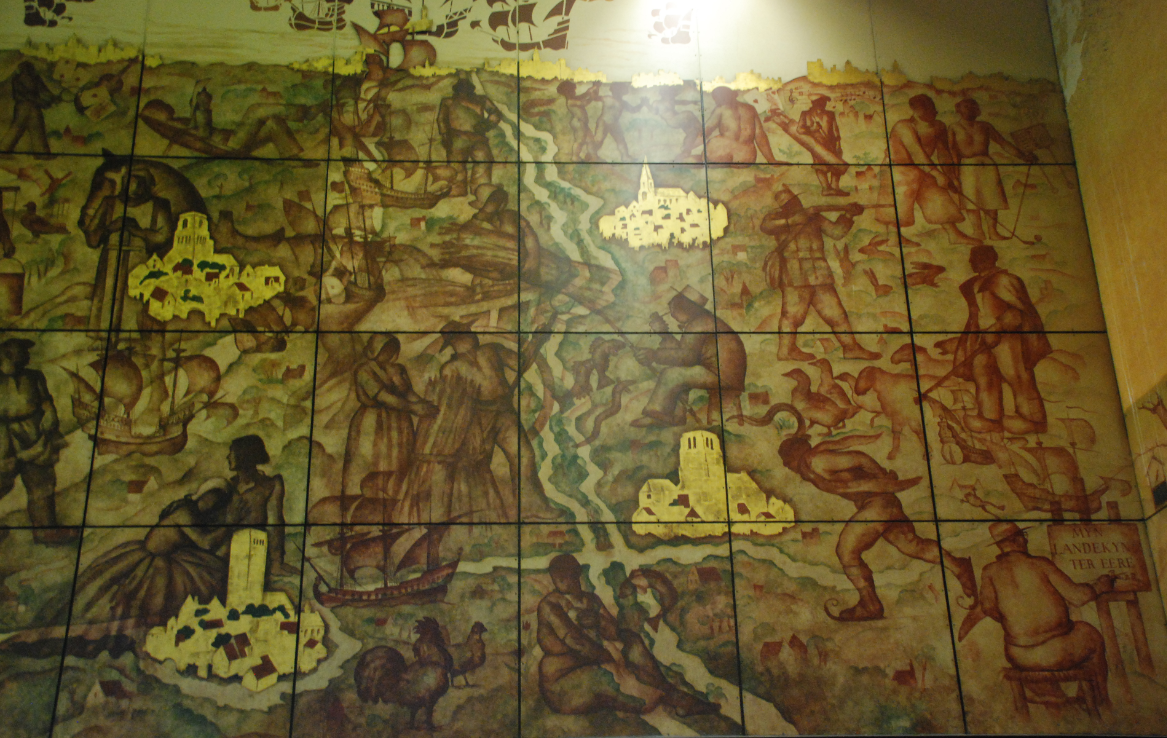
Enkele kanalen en landelijke scènes uit de omgeving van Brugge.
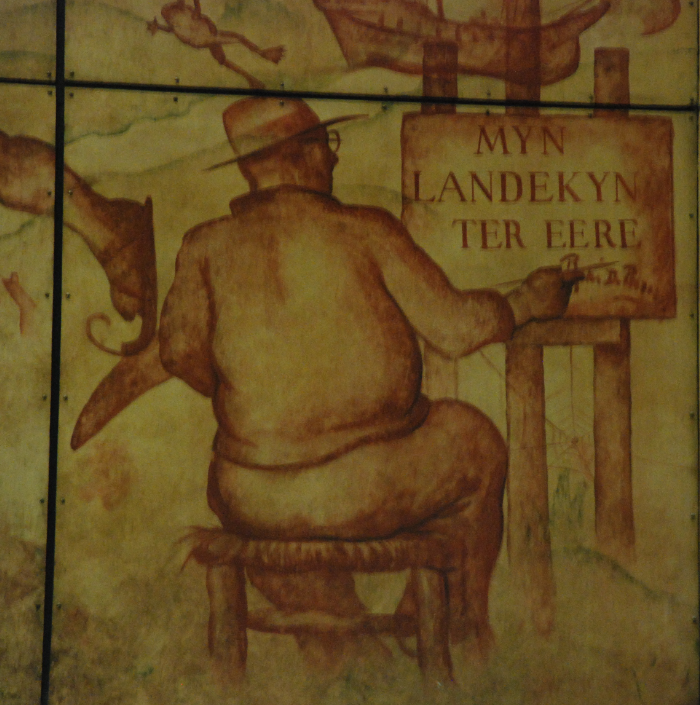
Schilder De Pauw aan het werk.
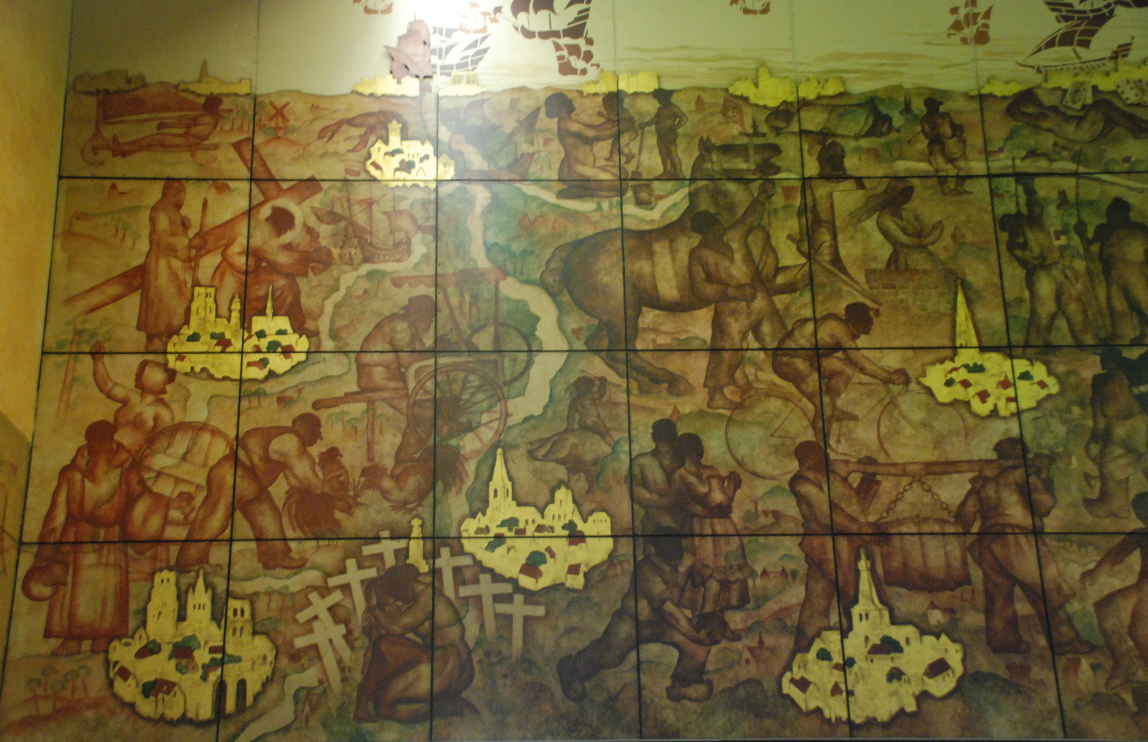
Links onder: moeder met kind tussen de graven van de Eerste Wereldoorlog.
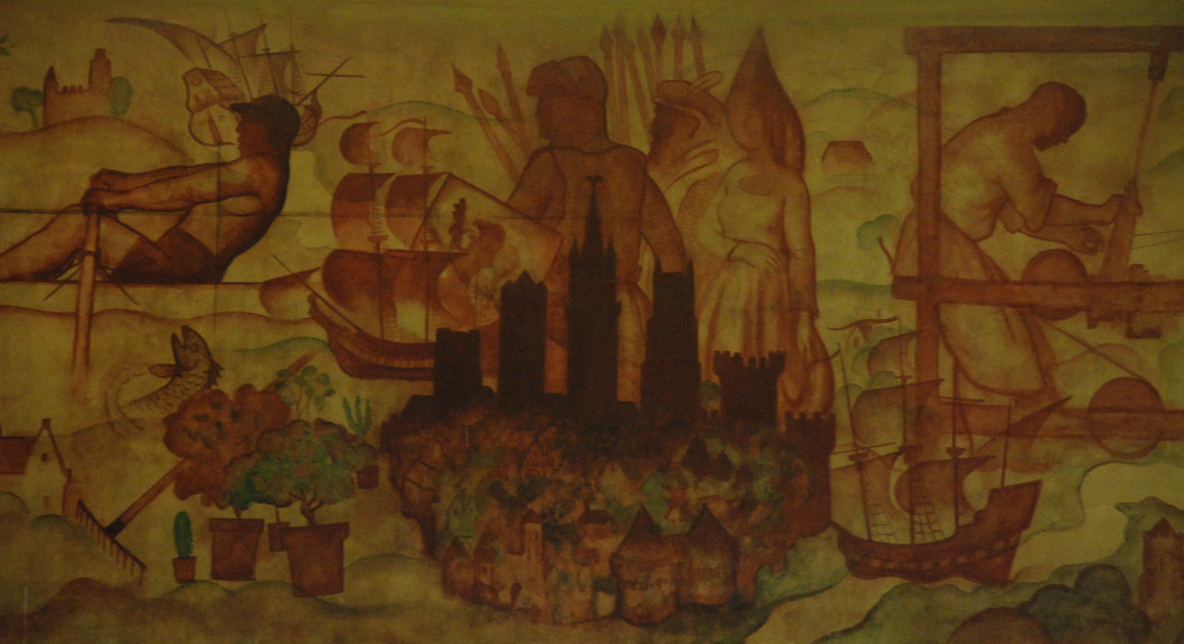
De torens van Gent.
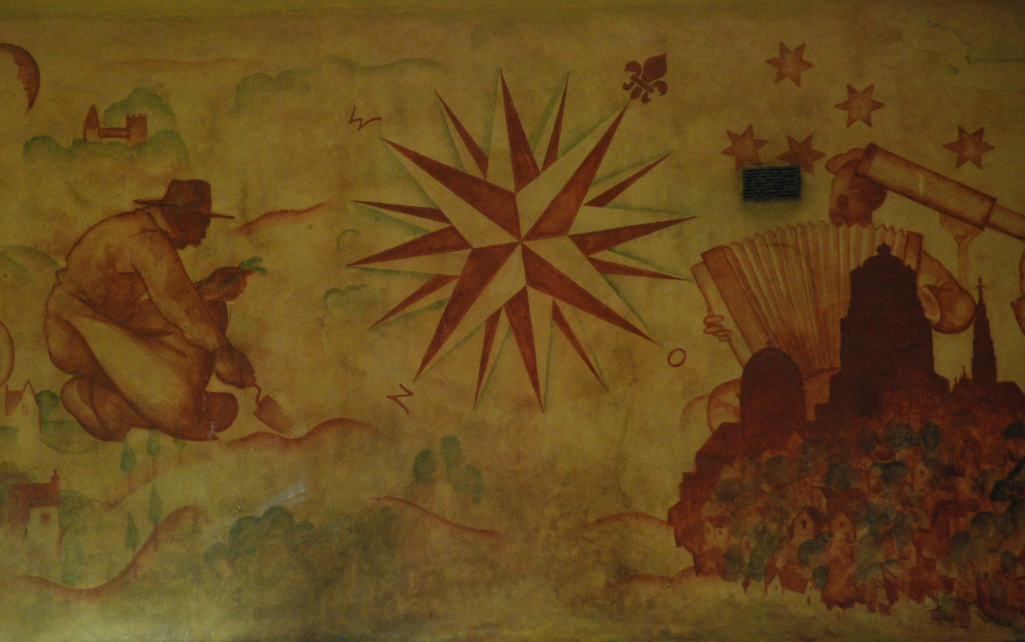
De hoofdstad Brussel met de windroos en de sterrenkijker, symbolen van de Sterrenwacht in Ukkel.
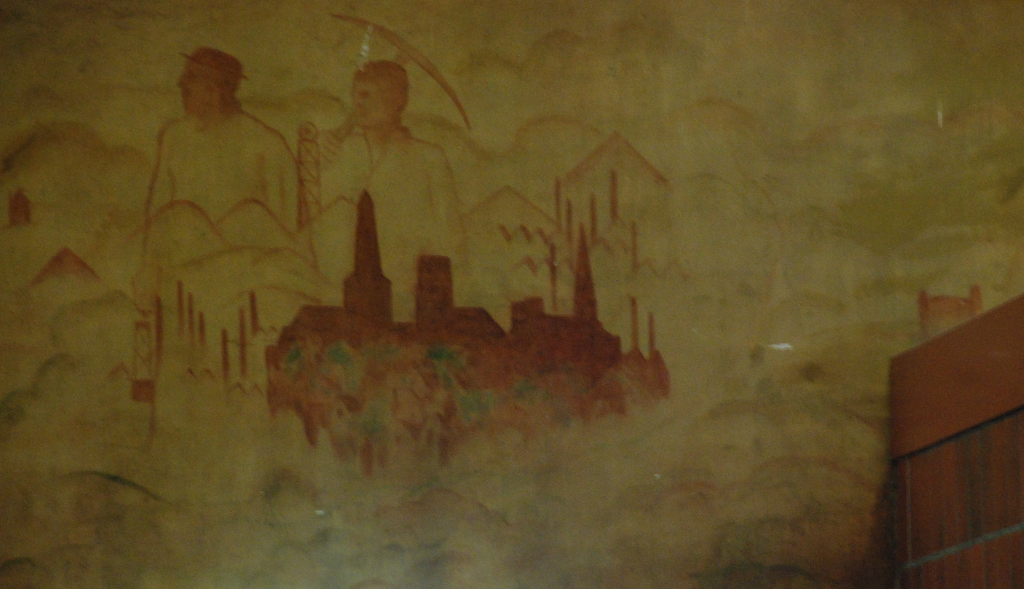
De Limburgse mijnwerkers en de stad Hasselt.
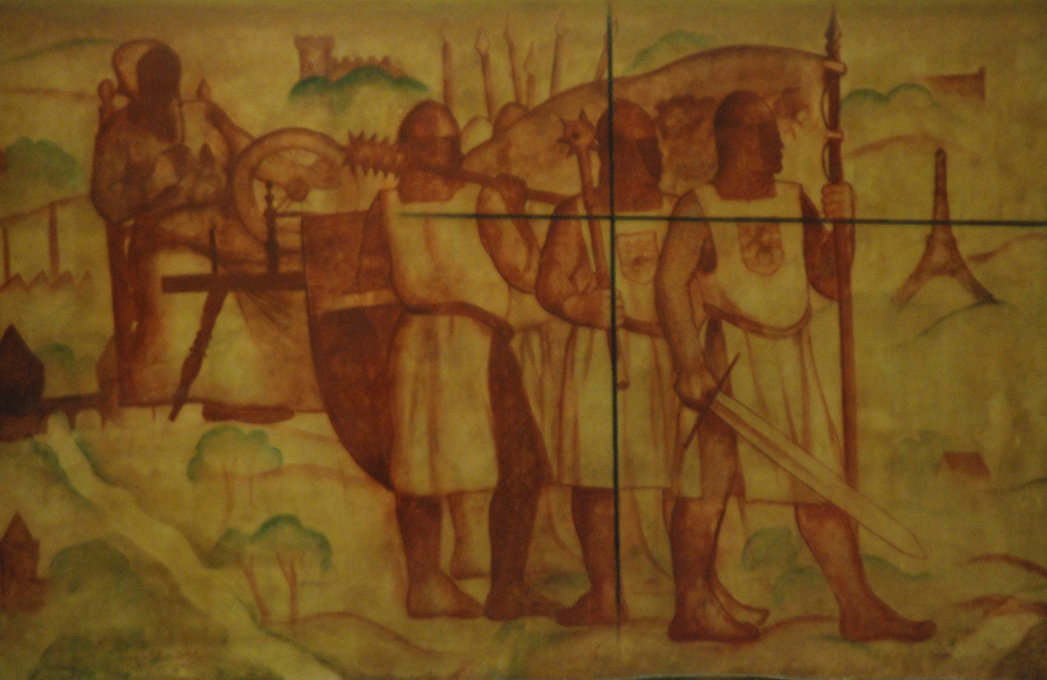
Strijders van de Guldensporenslag; uiterst rechts de Eiffeltoren.
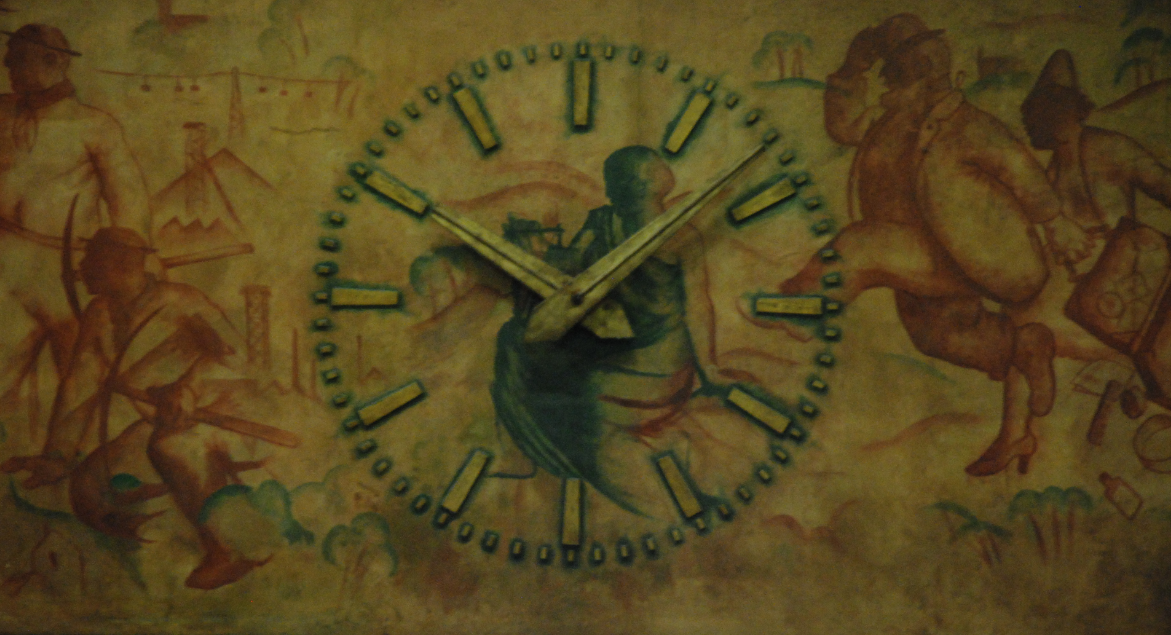
Rechts van het uurwerk een gehaaste reiziger.
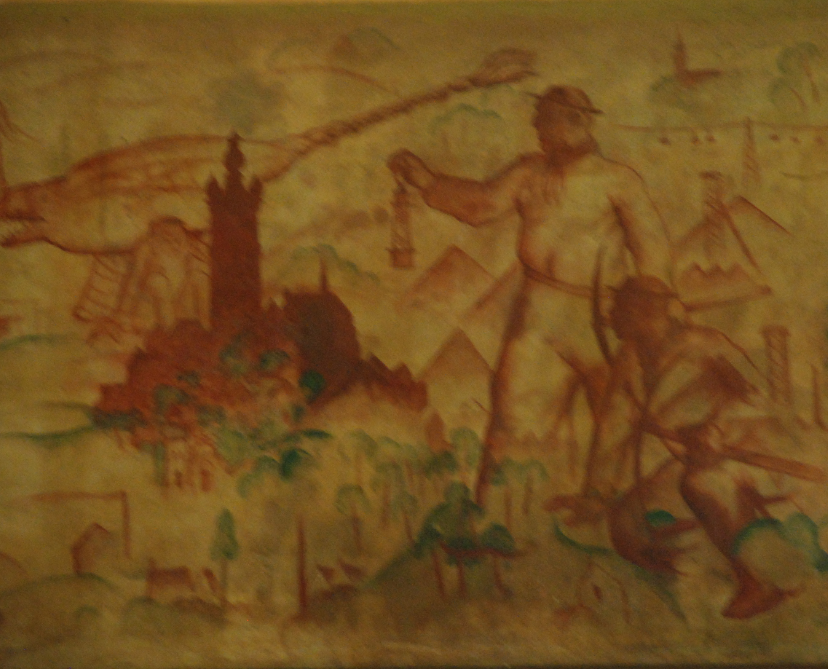
De stad Bergen met afbeeldingen van de Waalse steenkoolmijnen en industrie.

## Het station nu

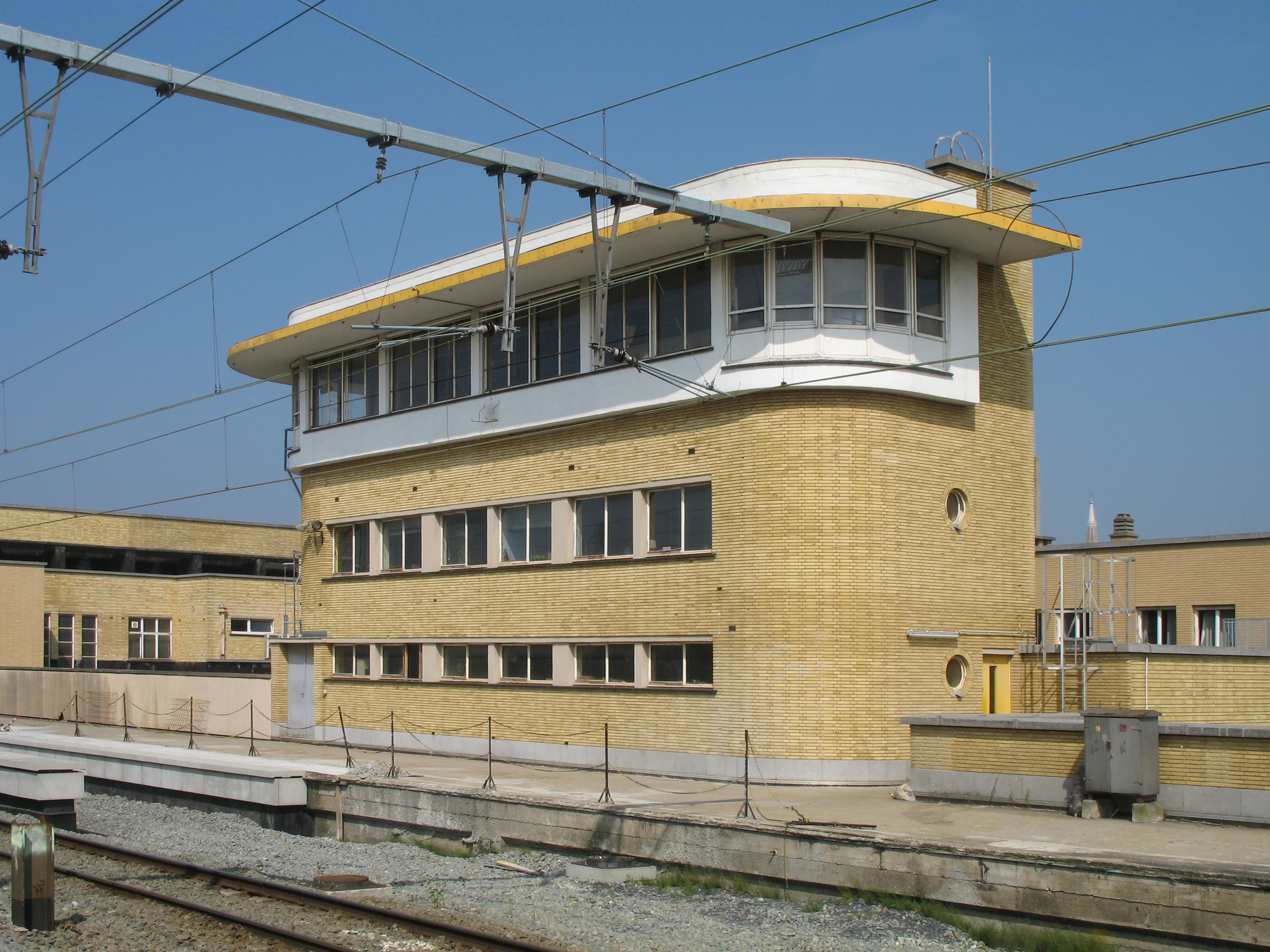
Het seinhuis uit 1938-1939, waarvan de functie in 2008 overgenomen werd door een geheel nieuw seinhuis aan de noordzijde van het stationsgebouw.

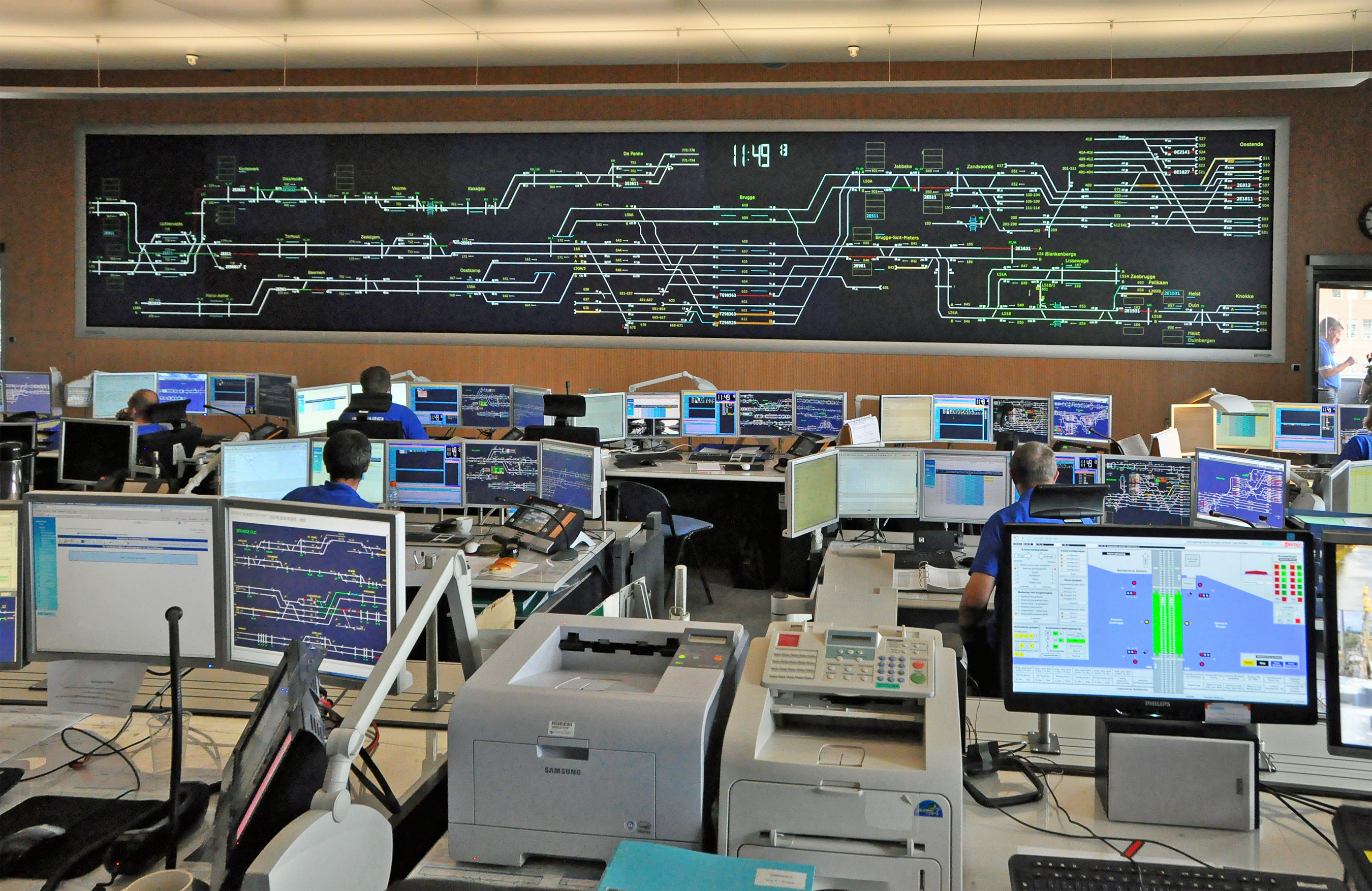
Binnenzicht van het nieuwe seinhuis.

### Renovatie en uitbreiding
Vanaf september 2004 onderging het station een grondige facelift en uitbreiding. Volgens voormalig NMBS-baas Jannie Haek was dat nodig om het station te laten voldoen aan moderne normen en omdat het het drukste station van de provincie is. Het station was in 2007 het tiende drukste in België.
Om een vlotte doorgang onder de sporen te realiseren, werd tussen het najaar van 2005 en het voorjaar van 2008 de oorspronkelijke onderdoorgang stap voor stap gesloopt en vervangen door een 12 meter bredere onderdoorgang. Op die manier kwam er meer ruimte vrij voor de reizigers en was er ook meer plaats voor winkels.
De volledig vernieuwde perrons werden toegankelijk gemaakt door middel van nieuwe trappen, roltrappen en liften. Op die manier kunnen personen met een beperkte mobiliteit of met kinderwagens en zware bagage gemakkelijker van en naar de perrons. Ook werden er zogenaamde intelligente camera's geïnstalleerd. Deze werken werden voltooid in mei 2009.
Aan de westkant (achterzijde) van het station werd een ondergrondse parking voor 800 wagens en 1000 fietsen gegraven en werd een groot gebouw met kantoren en een tweede volwaardige stationstoegang met lokettenhal opgetrokken. Dit gebouw kreeg de naam "Jacob van Maerlantgebouw", werd voltooid rond het einde van 2010 en doet onder meer dienst als administratief centrum van de Vlaamse Overheid.
In de loop van 2023 werden de loketten aan de voorzijde van het station gesloten en vervangen door een zogeheten "Travel Center" aan de achterzijde. Als reden voor de sluiting van de klassieke loketten wijst de NMBS naar de verminderde verkoop via die weg, ten voordele van automaten en internet. Eind 2023 werd de wachtzaal aan de voorzijde afgesloten wegens een waterlek. Er werd vervolgens beslist de zaal niet meer te heropenen en deze een andere invulling te geven. Ook deze functie werd aan de achterkant van het station overgelaten.

### Seinhuis
In Brugge werd in 2008 het eerste seinhuis van een nieuwe reeks seinhuizen van Infrabel officieel in gebruik genomen. Het sturen van het treinverkeer en het bedienen van de wissels en de seinen verloopt er volledig computergestuurd. Opvallend is het groot optisch controlebord waarop alle treinverkeer te volgen is. Van de 368 seinhuizen die er ooit in België waren, bleven er in 2012 nog 31 over, met grotere werkingsgebieden. In 2019 is B.3 Kortrijk naar B.7 Brugge verhuisd, waardoor de oppervlakte van B.7 nog groter is geworden.

### Stationsomgeving
Aan de oostkant (voorkant) van het station werd aan de zuidzijde van het Stationsplein een nieuw complex gerealiseerd. De sloopwerken van de zijvleugel van het stationsgebouw werden medio 2007 voltooid en de bouw van het nieuwe complex ging eind 2007 van start. Dit complex dat plaats biedt aan winkels, appartementen en een budgethotel, werd operationeel tegen het najaar van 2010. Tevens is er een fietsenstalling die plaats biedt aan 1.800 fietsen, waarvan er 350 worden bewaakt. Het was de eerste fase in de ontwikkeling van een nieuwe, multifunctionele stadswijk aan de zuidoostzijde van het station.
Aan de westkant (achterzijde) van het station is de verkeerssituatie in 2013-2014 grondig herzien, mede door de aanleg van een balkonrotonde: een verhoogde rotonde waarbij fietsers en voetgangers onder de rotonde heen moeten.

## Treindienst
| Serie       | Treinsoort            | Route | Bijzonderheden |
| ----------- | --------------------- | --- | --- |
| IC 01       | Intercity (NMBS)      | Eupen – Luik-Guillemins – Brussel-Zuid – Gent-Sint-Pieters – Brugge – Oostende                                              | |
| IC 02       | Intercity (NMBS)      | Oostende – Brugge – Gent-Sint-Pieters – Antwerpen-Centraal                                                                  | |
| IC 03       | Intercity (NMBS)      | Genk – Leuven – Brussel-Zuid – Gent-Sint-Pieters – Brugge – Blankenberge                                                    | |
| IC 12       | Intercity (NMBS)      | [ Oostende – Brugge – ] Kortrijk – Gent-Sint-Pieters – Brussel-Zuid – Luik-Guillemins – Welkenraedt                         | Rijdt alleen op werkdagen. Eerste en laatste ritten van/naar Oostende.                                                                           |
| IC 23       | Intercity (NMBS)      | Brussels Airport-Zaventem – Brussel-Zuid – Kortrijk – Brugge – Oostende                                                     | Stopt in het weekend bijkomend in Munkzwalm. |
| IC 23A      | Intercity (NMBS)      | Brussels Airport-Zaventem – Brussel-Zuid – Gent-Sint-Pieters – Brugge – Knokke                                              | |
| IC 32       | Intercity (NMBS)      | [ Oostende – ] Brugge – Lichtervelde – Kortrijk                                                                             | Tijdens de spits van/naar Oostende. |
| L 550       | L-trein (NMBS)        | Mechelen – Dendermonde – Gent-Sint-Pieters – Brugge – [ Zeebrugge-Strand ] / [ Zeebrugge-Dorp ]                             | Rijdt in het weekend tussen Zeebrugge-Strand - Gent-Sint-Pieters. Rijdt enkel in juli en augustus in de week tussen Zeebrugge-Strand - Mechelen. |
| P 7000/8000 | Piekuurtrein (NMBS)   | [ Oostende – Brugge – ] / [ De Panne – ] / [ Poperinge – Ieper – Kortrijk – ] Gent-Sint-Pieters – Brussel-Zuid – Schaarbeek | Twee treinen per dag per richting. Een trein op zondagavond vanaf De Panne.                                                                      |
| P 7050/8050 | Piekuurtrein (NMBS)   | Brugge – Gent-Sint-Pieters                                                                                                  | Rijdt alleen op werkdagen. |
| P 7055/8055 | Piekuurtrein (NMBS)   | Zeebrugge-Dorp – Brugge | 1× in de ochtend. 2× in de avond. Rijdt alleen op werkdagen. Rijdt niet in juli en augustus.                                                     |
| P 7060/8060 | Piekuurtrein (NMBS)   | Knokke – Brugge | Rijdt alleen op werkdagen. |
| P 7990/8990 | Piekuurtrein (NMBS)   | Brugge – Kortrijk | Rijdt alleen op werkdagen. |
| ICT 6600    | Toeristentrein (NMBS) | Brugge – Knokke | Rijdt alleen in het weekend. |
| ICT 6700    | Toeristentrein (NMBS) | Charleroi-Centraal – Bergen – Doornik – Moeskroen – Brugge – Blankenberge                                                   | Rijdt in juli en augustus. |
| ICT 6705    | Toeristentrein (NMBS) | Antwerpen-Centraal – Gent-Sint-Pieters – Brugge – Blankenberge                                                              | Rijdt in juli en augustus. |
| ICT 6710    | Toeristentrein (NMBS) | [ Neerpelt – ] / [ Turnhout – ] Herentals – Mechelen – Gent-Sint-Pieters – Brugge – Blankenberge                            | Rijdt in juli en augustus. |
| ICT 6800    | Toeristentrein (NMBS) | Tongeren – Hasselt – Brussel-Zuid – Gent-Sint-Pieters – Brugge – Oostende                                                   | Rijdt in juli en augustus. |

## Reizigerstellingen
De grafiek en tabel geven het gemiddeld aantal instappende reizigers weer op een week-, zater- en zondag.
| Tabel: aantal instappende reizigers station Brugge | Tabel: aantal instappende reizigers station Brugge | Tabel: aantal instappende reizigers station Brugge | Tabel: aantal instappende reizigers station Brugge |
|                                                    | Weekdag                                            | Zaterdag                                           | Zondag                                             |
| -------------------------------------------------- | -------------------------------------------------- | -------------------------------------------------- | -------------------------------------------------- |
| 1977                                               | 15 473                                             | 6 011                                              | 5 920                                              |
| 1978                                               | 14 390                                             | 4 253                                              | 4 604                                              |
| 1979                                               | 14 605                                             | 6 138                                              | 6 186                                              |
| 1980                                               | 13 466                                             | 4 943                                              | 5 389                                              |
| 1981                                               | 14 007                                             | 5 695                                              | 5 952                                              |
| 1982                                               | 14 623                                             | 5 594                                              | 6 475                                              |
| 1983                                               | 13 714                                             | 4 919                                              | 5 269                                              |
| 1984                                               | 12 941                                             | 4 852                                              | 5 109                                              |
| 1985                                               | 14 331                                             | 6 306                                              | 6 967                                              |
| 1986                                               | 13 624                                             | 5 213                                              | 5 809                                              |
| 1987                                               | 14 168                                             | 6 198                                              | 8 148                                              |
| 1988                                               | 13 571                                             | 6 291                                              | 7 212                                              |
| 1989                                               | 14 701                                             | 5 769                                              | 7 512                                              |
| 1990                                               | 15 027                                             | 6 205                                              | 8 059                                              |
| 1991                                               | 14 317                                             | 7 635                                              | 9 275                                              |
| 1992                                               | 14 428                                             | 6 543                                              | 8 100                                              |
| 1993                                               | 12 920                                             | 6 119                                              | 7 691                                              |
| 1994                                               | 16 211                                             | 7 615                                              | 7 103                                              |
| 1995                                               | 15 222                                             | 8 073                                              | 9 847                                              |
| 1996                                               | 14 317                                             | 7 251                                              | 6 165                                              |
| 1997                                               | 13 895                                             | 6 170                                              | 6 654                                              |
| 1998                                               | 16 074                                             | 7 678                                              | 7 958                                              |
| 1999                                               | 14 505                                             | 7 151                                              | 7 165                                              |
| 2000                                               | 15 449                                             | 8 504                                              | 9 207                                              |
| 2001                                               | 15 234                                             | 7 695                                              | 8 777                                              |
| 2002                                               | 15 203                                             | 8 225                                              | 9 376                                              |
| 2003                                               | 15 409                                             | 7 510                                              | 9 382                                              |
| 2004                                               | 14 613                                             | 7 950                                              | 9 049                                              |
| 2005                                               | 16 416                                             | 10 307                                             | 11 427                                             |
| 2006                                               | 19 457                                             | 10 932                                             | 13 514                                             |
| 2007                                               | 17 472                                             | 9 396                                              | 13 406                                             |
| 2008                                               | -                                                  | -                                                  | -                                                  |
| 2009                                               | 17 094                                             | 9 945                                              | 11 166                                             |
| 2010                                               | -                                                  | -                                                  | -                                                  |
| 2011                                               | -                                                  | -                                                  | -                                                  |
| 2012                                               | 17 195                                             | 11 039                                             | 10 324                                             |
| 2013                                               | 17 967                                             | 12 929                                             | 12 303                                             |
| 2014                                               | 18 122                                             | 10 776                                             | 13 391                                             |
| 2015                                               | 18 095                                             | 11 409                                             | 12 782                                             |
| 2016                                               | 18 617                                             | 9 347                                              | 11 640                                             |
| 2017                                               | 18 506                                             | 11 096                                             | 11 807                                             |
| 2018                                               | 17 689                                             | 13 968                                             | 13 376                                             |
| 2019                                               | 18 091                                             | 12 737                                             | 12 249                                             |
| 2020                                               | 9 964                                              | 5 880                                              | 6 513                                              |
| 2021                                               | -                                                  | -                                                  | -                                                  |
| 2022                                               | 15 484                                             | 10 983                                             | 11 495                                             |
| 2023                                               | 15 310                                             | 12 340                                             | 11 868                                             |
| 2024                                               | 18 185                                             | 11 494                                             | 12 292                                             |

## Vormingsstation
Iets ten zuiden van station Brugge ligt een vormingsstation (rangeer-/goederenstation) aan de spoorlijnen 50A en 66. Het emplacement beschikt over vier rangeerbundels: A, B, U en V, alle ten oosten van de zes doorgangssporen.
Aan het rangeerstation is een Logistiek Centrum Infrastructuur (LCI) van Infrabel verbonden en zijn er rechtstreekse spooraansluitingen met de bedrijven Dana Incorporated en Alstom (voorheen Bombardier Transportation) op het naastgelegen industrieterrein Ten Briele.

## Foto's

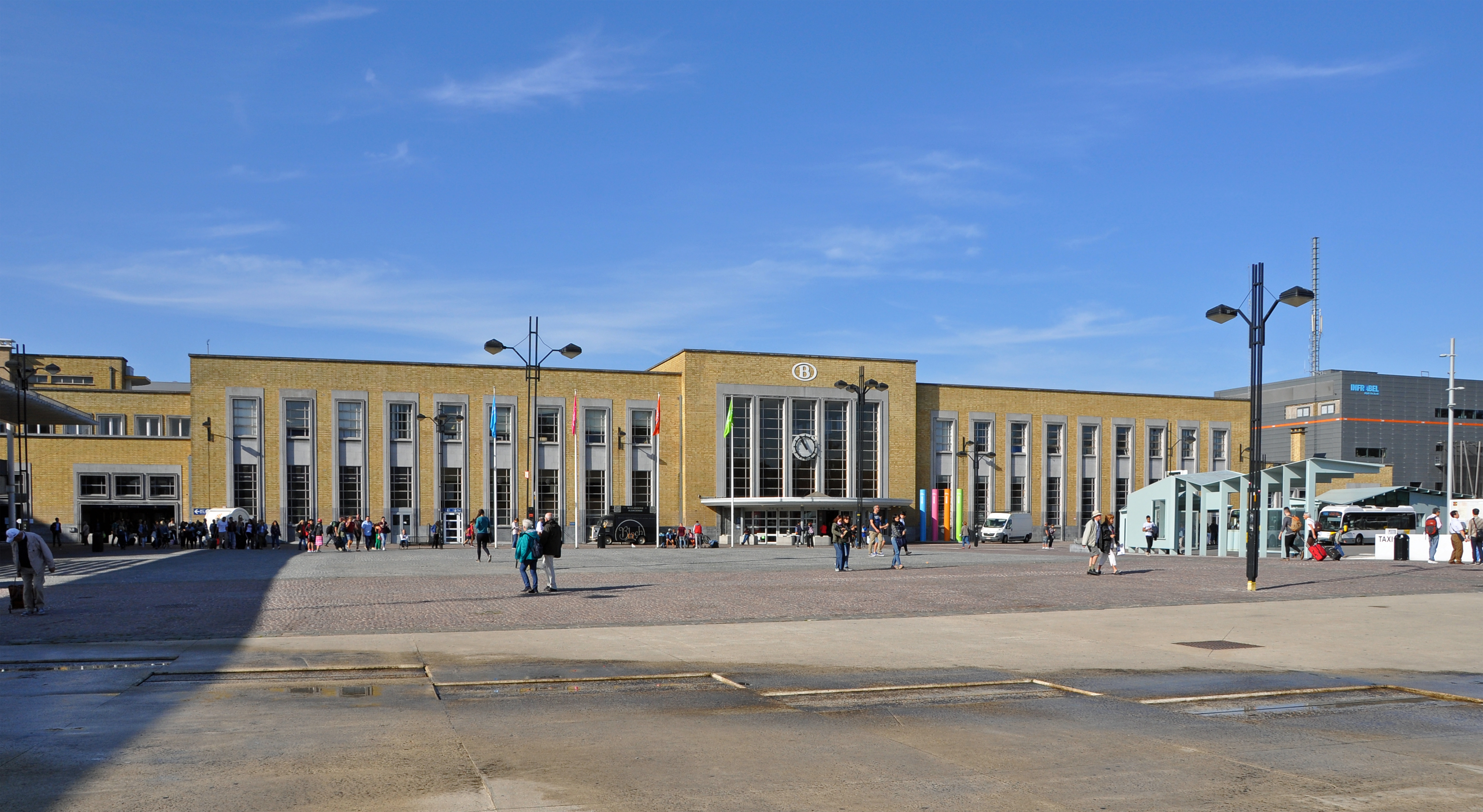
Voorzijde van het station
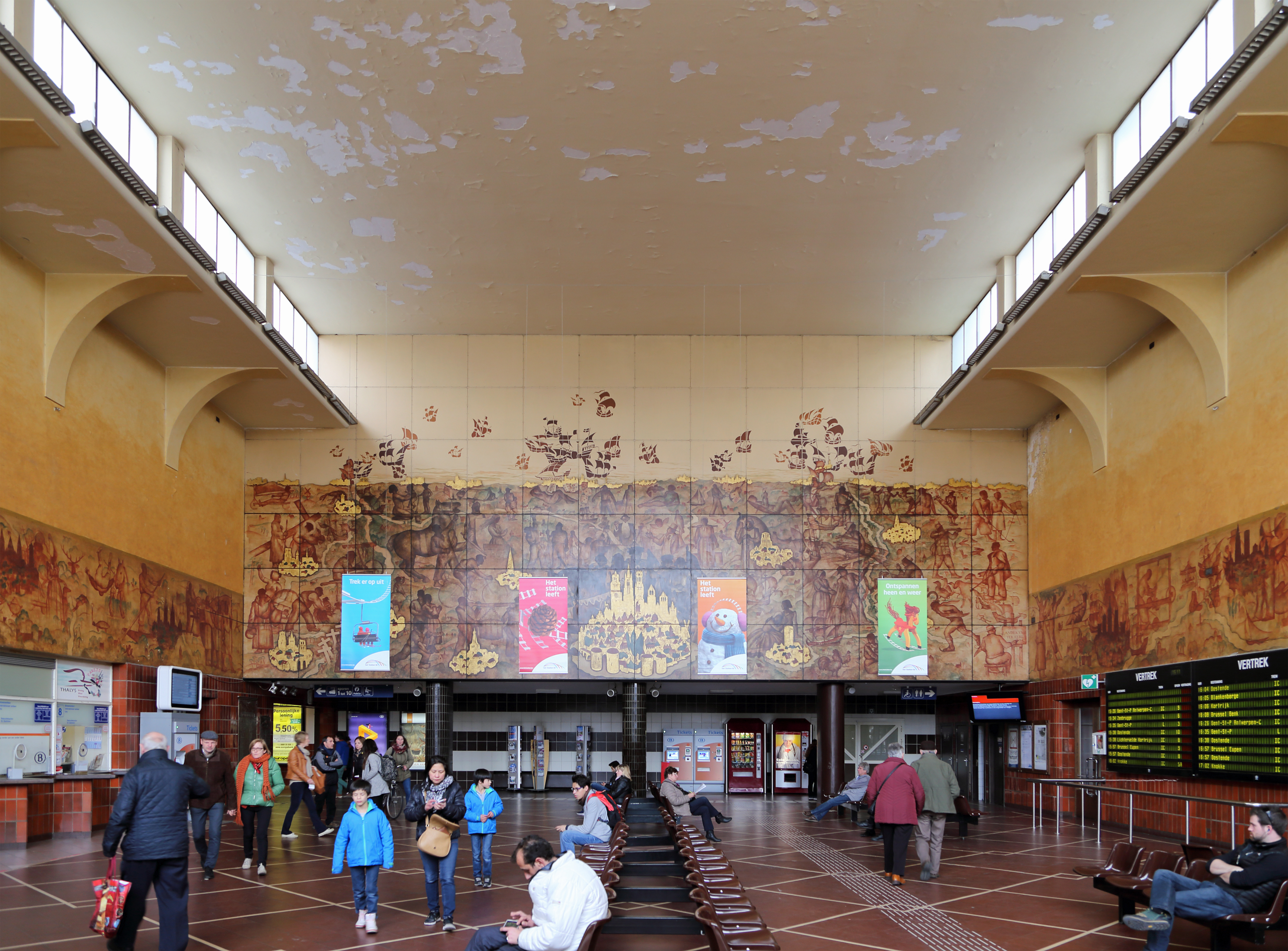
Voormalige lokettenhal (gesloten in 2024)
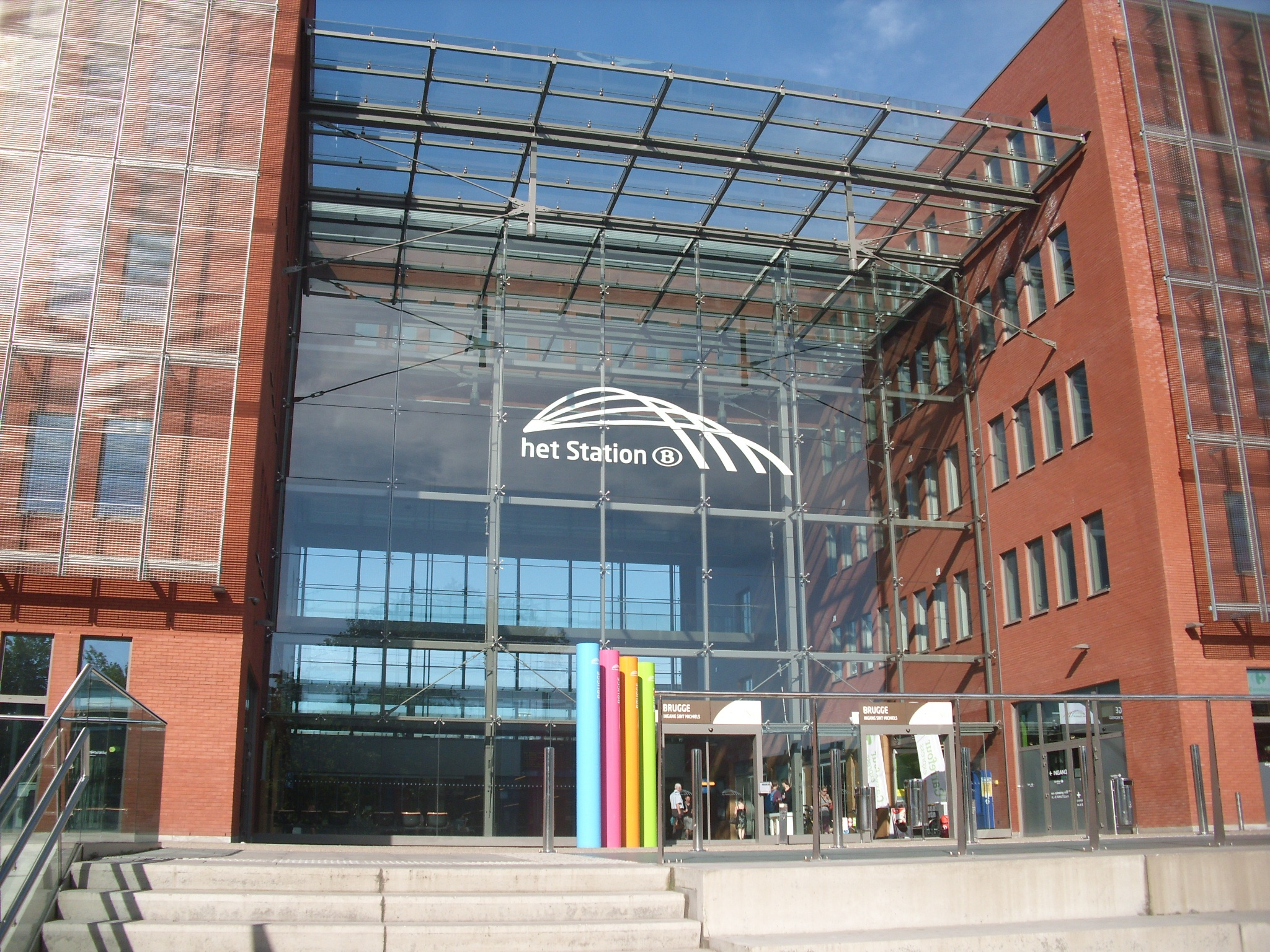
Ingang kant Sint-Michiels (achterzijde)
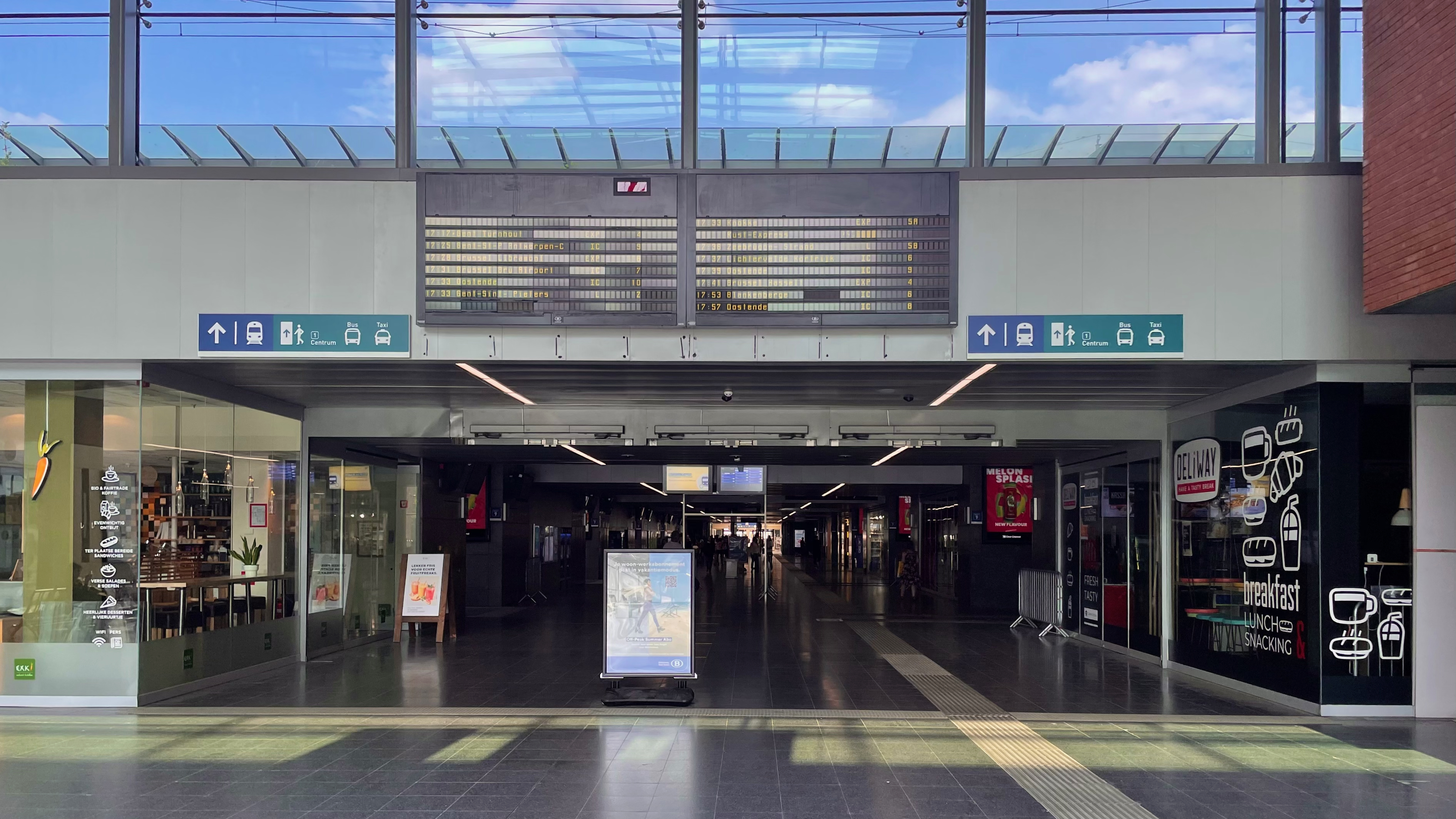
Doorgang onder de sporen
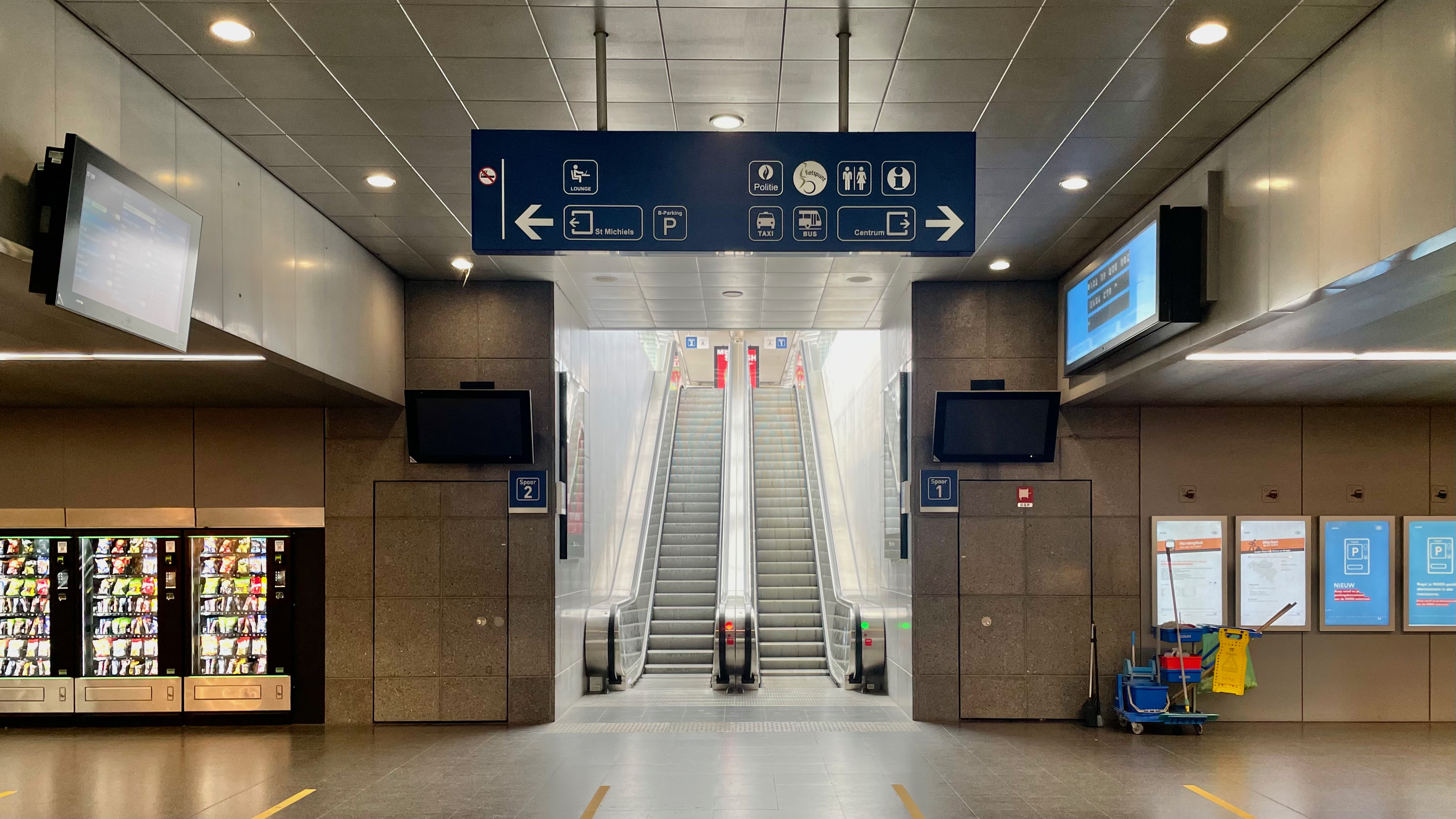
Roltrap naar de perrons
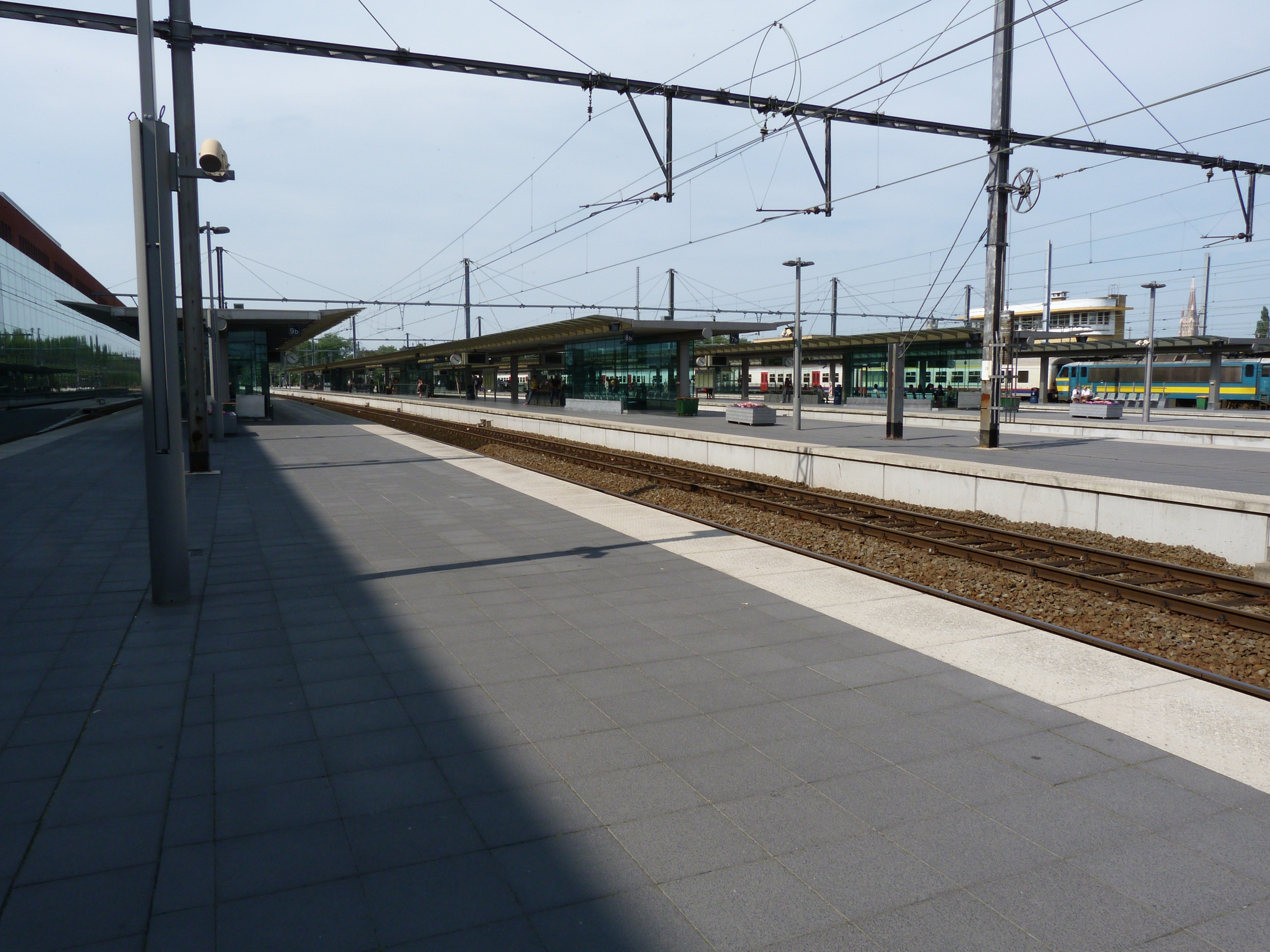
Uitzicht over de perrons na de renovatie in 2009
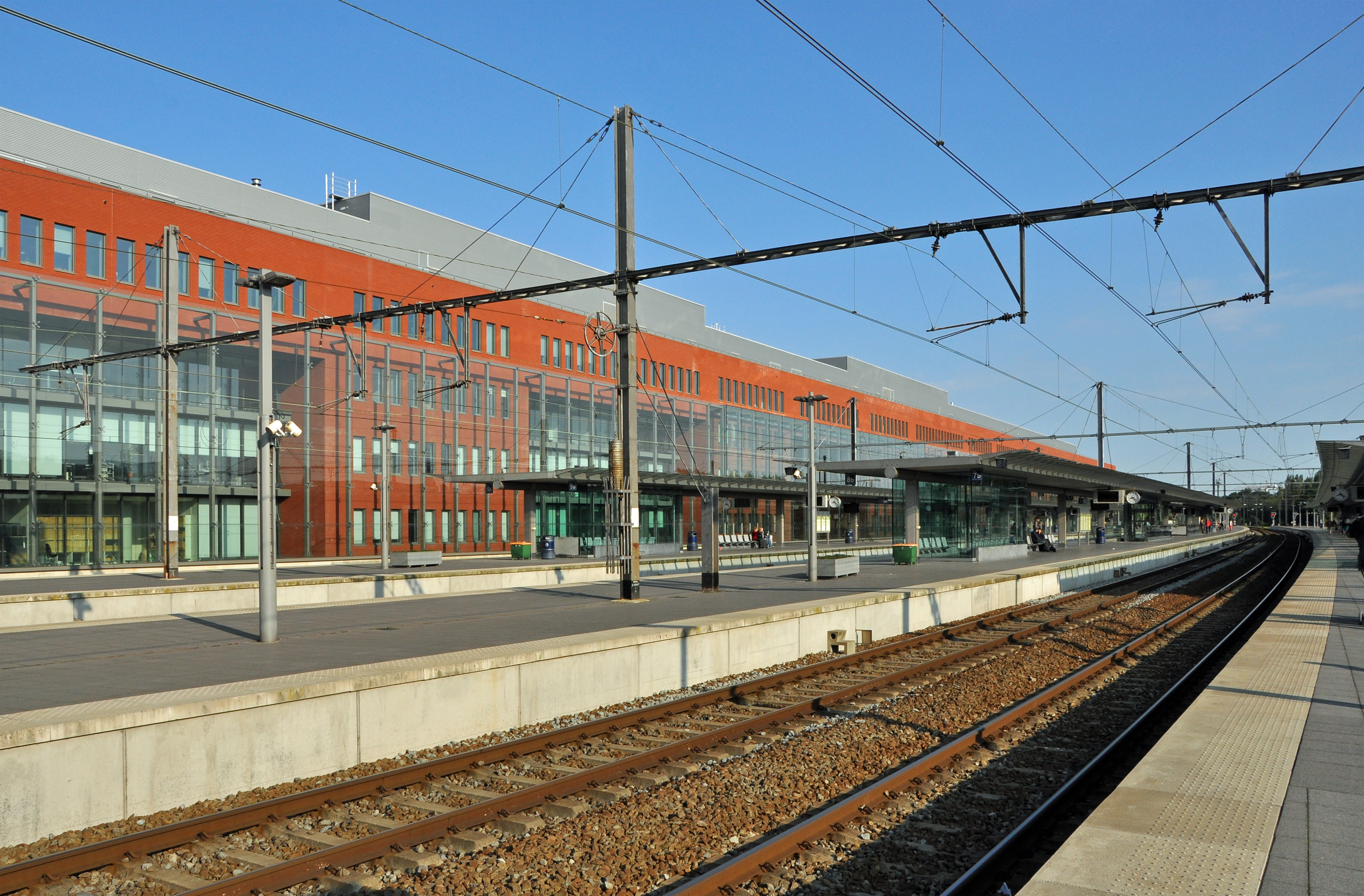
Uitzicht over de perrons na de renovatie in 2009
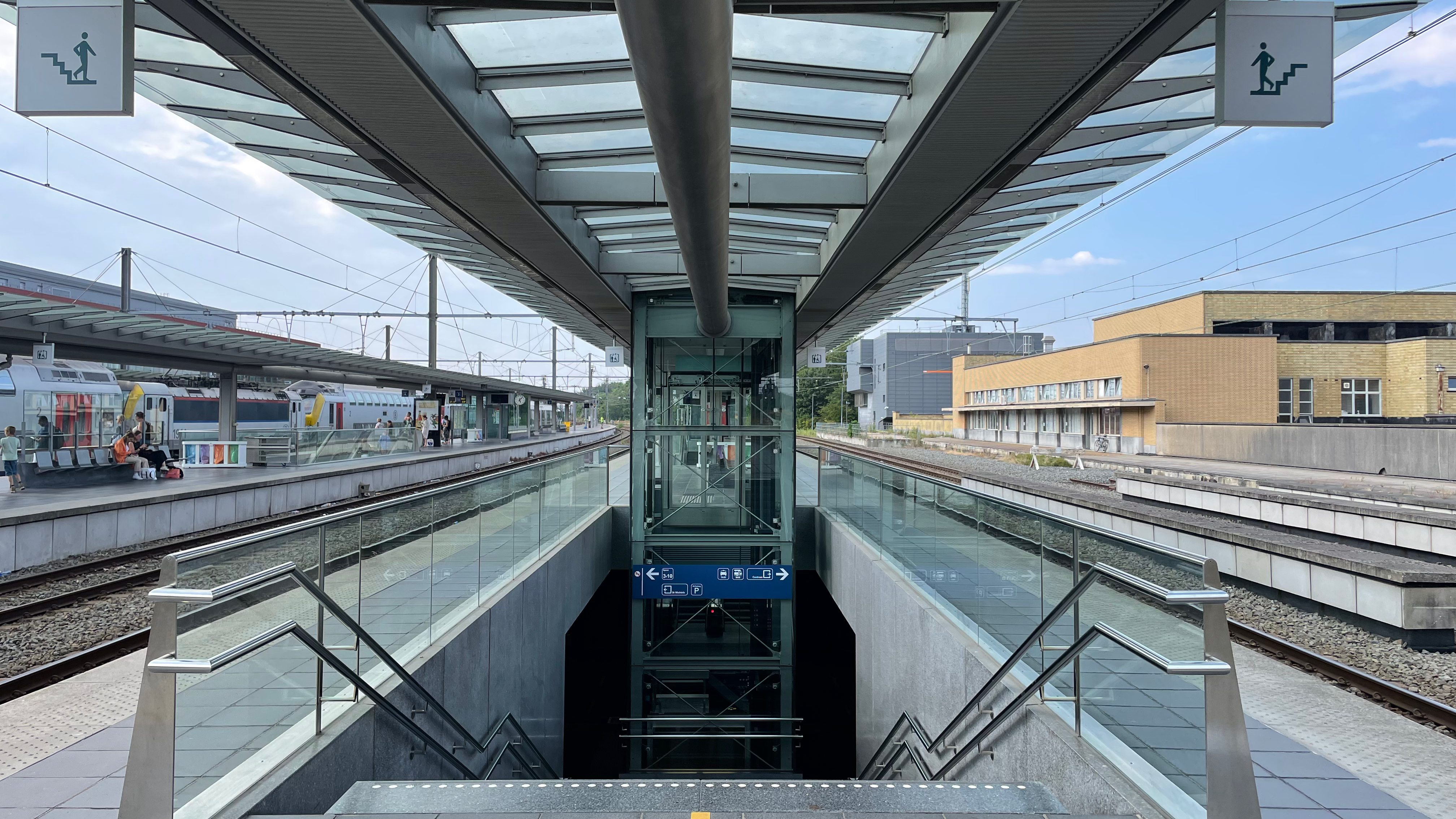
Perrons
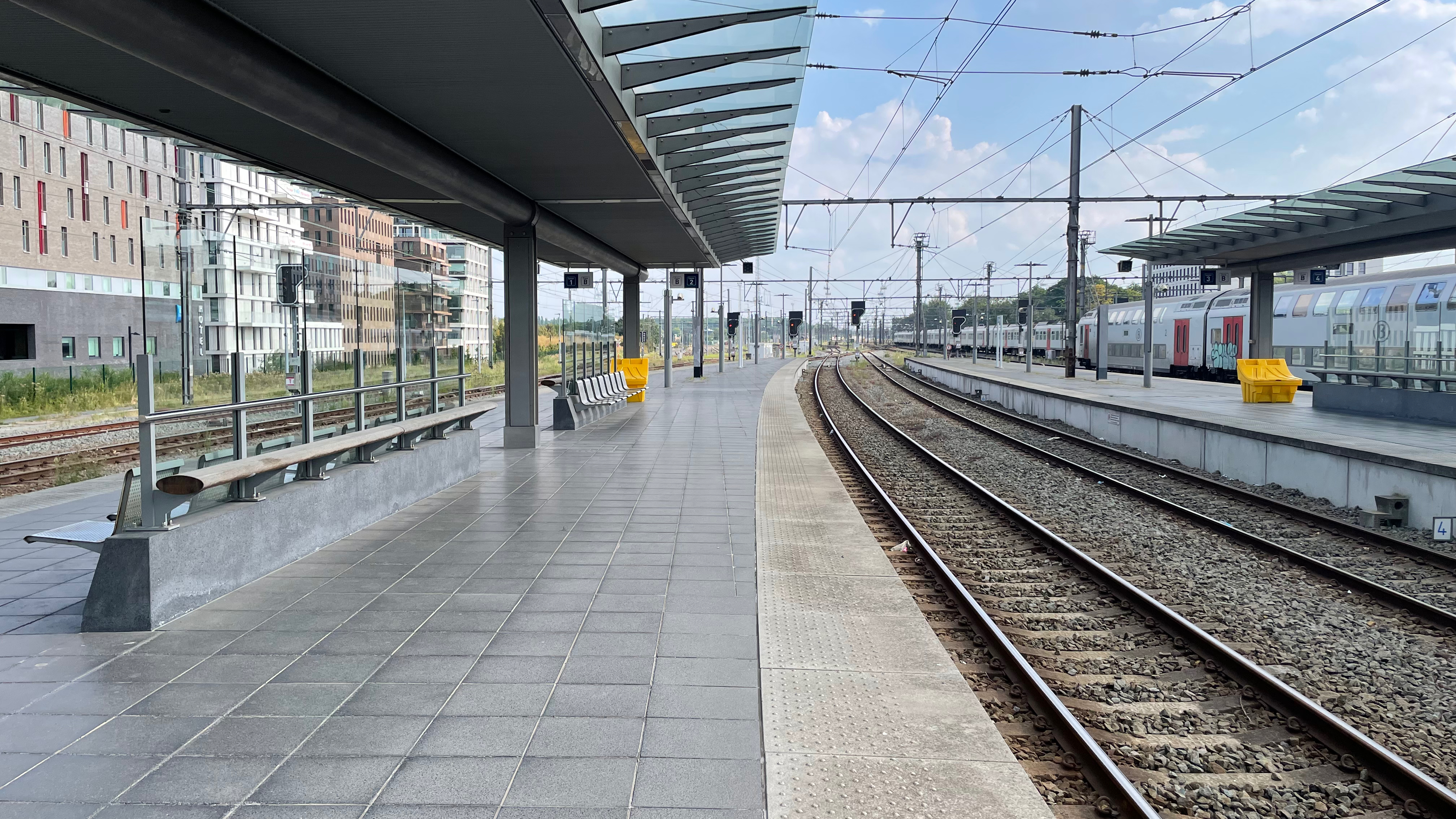
Perrons

Assebroek ·
Brugge ·
Brugge-Dijk ·
Brugge-Dok ·
Brugge-Noord ·
Brugge-Sint-Pieters ·
Brugge-Vorming ·
Brugge-Zeehaven ·
Dudzele ·
Dudzele-Kanaal ·
Lissewege ·
Sint-Michiels ·
Steenbrugge ·
Zeebrugge-Vorming ·
Zeebrugge-Dorp ·
Zeebrugge-Strand ·
Zwankendamme
3,8: Brussel-Zuid ·
7,8: Anderlecht ·
52,1: Gent-Sint-Pieters ·
56,1: Drongen ·
58,8: Halewijn ·
61,9: Landegem ·
64,9: Hansbeke ·
68,5: Bellem ·
71,5: Aalter ·
76,1: Maria-Aalter ·
80,7: Beernem ·
86,5: Oostkamp ·
92,2: Brugge ·
98,9: Varsenare ·
101,8: Jabbeke ·
108,0: Oudenburg ·
109,9: Zandvoorde ·
114,3: Oostende
0,0: Brugge ·
3,2: Brugge-Sint-Pieters ·
5,7: Dudzele ·
8,2: Zuienkerke ·
11,4: Uitkerke ·
14,9: Blankenberge
(Brugge ·
Brugge-Sint-Pieters) · 
2,3: Dudzele-Kanaal ·
5,9: Lissewege ·
7,1: Zwankendamme ·
9,8: Zeebrugge-Dorp ·
Zeebrugge-Strand
(Brugge) ·
10,6: Heist ·
12,4: Duinbergen ·
13,9: Knokke
0,0: Gent-Sint-Pieters ·
1,3: Gentbrugge-Zuid ·
2,0: Gentbrugge ·
3,1: Gent-Heirnis ·
4,0: Gent-Dampoort ·
6,1: Gent-Muide ·
8,4: Wondelgem ·
9,1: Molenheide ·
10,9: Evergem ·
14,0: Sleidinge ·
16,0: Eeksken ·
17,8: Arisdonk ·
18,8: Waarschoot ·
22,7: Eeklo ·
23,9: Boelare ·
27,8: Balgerhoeke ·
29,9: Adegem ·
32,7: Maldegem ·
37,1: Donk ·
41,6: Sijsele ·
45,7: Assebroek ·
48,3: Steenbrugge ·
51,4: Brugge
0: Brugge ·
3,2: Sint-Michiels ·
7,2: Loppem ·
10,8: Zedelgem ·
12,9: Veldegem ·
18,9: Torhout ·
23,7: Lichtervelde ·
27,1: Gits ·
29,7: Beveren (Roeselare) ·
32,4: Roeselare ·
34,8: Rumbeke ·
36,7: Kachtem ·
39,3: Izegem ·
42,4: Ingelmunster ·
45,6: Lendelede ·
47,2: Sint-Katerine ·
50,2: Heule ·
51,0: Heule-Leiaarde ·
54,5: Kortrijk